# Plexippoides jinlini
Plexippoides jinlini är en spindelart som beskrevs av Yang Z., Zhu M., Song D. 2006. Plexippoides jinlini ingår i släktet Plexippoides och familjen hoppspindlar. Inga underarter finns listade i Catalogue of Life.